# Microcebus danfossi
Microcebus danfossi is een zoogdier uit de familie van de dwergmaki's (Cheirogaleidae). De wetenschappelijke naam van de soort werd voor het eerst geldig gepubliceerd door Olivieri et al. in 2007.

## Kenmerken
Net als de meeste muismaki's is deze soort pas in de 21e eeuw op basis van genetische methodes beschreven en is hij ook vrijwel alleen genetisch van andere soorten te onderscheiden. De soort is naar het bedrijf Danfoss genoemd als dank voor zijn steun aan natuurbehoud op Madagaskar. M. danfossi is een grote, roodachtige muismaki met een korte vacht. De bovenkant van de kop is vaak grijsachtig. De onderkant van het lichaam is vuilwit, net als de nauwelijks behaarde handen en voeten.

## Voorkomen
De soort komt voor op Madagaskar tussen de rivieren Sofia en Maefarano, in de provincie Mahajanga. 